# Dead Island
Dead Island (с англ. — «Мёртвый остров») — компьютерная игра в жанре action/RPG c элементами survival horror, которая разработана польской компанией Techland для Windows, Mac OS X, Linux, PlayStation 3, Xbox 360. Издателем игры выступает компания Deep Silver. Игра основана на движке Chrome Engine 5 и представляет игроку открытый нелинейный игровой процесс, а также рукопашную борьбу от первого лица и возможность кооперативного прохождения сюжетной кампании.
В 2013 году вышло сюжетное продолжение под названием Dead Island: Riptide. В 2016 году перевыпущена как Dead Island: Definitive Edition. В 2023 году вышла вторая часть, Dead Island 2.

## Игровой процесс
Игрок управляет одним из четырёх персонажей-выживших. Также есть кооперативный режим. Любой игрок свободно может найти подходящую игру в лобби, имея подключения к интернету (всегда кроме пролога, его игрок должен пройти самостоятельно).
Основной целью  является выживание в изменившемся мире. Путешествуя по острову, который представлен связанными друг с другом огромными локациями, игроку предстоит искать других выживших, собирать материалы для крафта, припасы, а также добывать деньги, выполняя сторонние квесты и торгуя с другими персонажами.
Игра отличается хардкорным геймплеем — по мере развития персонажа и роста его возможностей, зомби будут становиться все опасней и наносить больше урона (вплоть до убийства с одного удара). Зомби почти всегда будут брать игрока числом, кроме того, их привлекает шум боя: взрывы, выстрелы и тд. Поэтому игроку предстоит делать самостоятельный выбор между "игрой напролом" и стелс-режимом, поскольку сохраняется игра лишь по мере продвижения по сюжету, а погибнув, игрок не только потеряет часть накопленных денег, но и часть игрового прогресса.

## Сюжет

### Антураж
Действие игры происходит в июле 2007 года на вымышленном острове Баной, известном тропическом курорте расположенном у восточного побережья Папуа — Новой Гвинеи, к югу от экватора и к северу от Австралии. Это самый большой остров в Архепилаге Баной, также включающем в себя острова Паланай, Нарапела и Амала.
В последние годы Баной был достаточно известным и густонаселенным, но многие районы острова по-прежнему дикие, нетронутые современным миром. Несмотря на то, что его столица Морсби была основана австралийскими поселенцами ещё в 1895 году, большинство районов острова покрыты непроходимыми джунглями и до сих пор не исследованы.
Баной всемирно известен как местонахождение популярного роскошного пятизвездочного курортного отеля «Королевская Пальма» (Royal Palms Resort), который часто привлекает знаменитостей. Недалеко от Баноя, на небольшом островке, окружённая минным полем, находится «Банойская Тюрьма Максимальной Безопасности» — частный объект для содержания международных террористов и преступников. На острове есть полиция и собственные вооруженные силы, называемые «Силами обороны острова Баной» (B.I.D.F.), которые отвечают за защиту и обеспечение безопасности на Баное.
Кроме того, по соседству с местными жителями живут и аборигены, из-за которых началась эпидемия зомби. Будучи каннибалами, многие индейцы заразились прионным заболеванием Куру, которое, в свою очередь, эволюционировало и превратилось в опасный патоген HK, передающийся через укусы и царапины, что вызвало на острове хаос и массовые разрушения и на момент начала игры почти все население архипелага стало жертвой HK-вируса. Главные герои, обладающие иммунитетом, должны выбраться с острова. В этом им помогают другие выжившие, которых на острове оказалось довольно много; ученые, а также таинственный человек, связывающийся с ними по рации. Но чтобы выбраться, героям предстоит пройти через трудные испытания: орды нежити, мародеров, заражённые пляжи, мёртвый город, джунгли, и собственные разногласия — ведь их единственной надеждой на спасение является вертолёт, который находится на острове-тюрьме.

### Основная кампания
Конкретный пролог начинается с того, что главный герой просыпается у себя в номере после бурной вечеринки. Бродя по отелю он обнаруживает множество трупов. На повреждённом лифте, героя по камере находит один человек и по громкой связи говорит ему куда идти, но на того набрасываются зомби. Оглушённый приходит в себя уже в пляжном домике. Местный спасатель Джон Синамой диагностирует у выжившего иммунитет к вирусу поскольку того укусили. Позже выжившие добираются до спасательного комплекса и там заселяются, оттуда герой начинает своё развитие и путешествие по острову.

## Вооружение
В игре присутствует большое количество оружия. Оружие ближнего боя делится на два вида: тупое и заточенное. К тупому оружию относятся биты, молоты, кувалды, палки, кастеты, водопроводные трубы, мётлы, большие гаечные ключи. Тупое оружие лучше всего способно ломать кости противникам. К заточенному оружию относятся ножи, мачете, клинки, топоры, тесаки. Любое оружие ближнего боя постепенно ломается во время использования, поэтому время от времени его надо ремонтировать или же выкидывать и находить новое. Заточенное оружие способно отрезать (отрубать) конечности противникам. Любое оружие ближнего боя можно бросить во врага и впоследствии снова поднять его. Огнестрельное оружие представлено пистолетами, револьверами, дробовиками и винтовками. Также в игре имеются самодельные гранаты, бомбы, мины и коктейли Молотова. В игре можно получить уникальное оружие в награду за выполнение заданий, также уникальное оружие можно найти в секретных местах или выбить с сильных противников.
Важным элементом игры является улучшение оружия. По ходу игры игрок часто будет находить чертежи модернизированного оружия.
Модернизированное оружие создаётся у верстака с использованием требуемых материалов и чертежей. Для каждого улучшения существует свой список оружия, которое можно модернизировать. Улучшенное оружие намного эффективнее простого и имеет специальную особенность при критической атаке. Модернизированное оружие обходится дороже в ремонте чем простое.

## Игровой движок
Планировалось, что в Dead Island будет использоваться игровой движок Chrome Engine 4-й версии, который на тот момент являлся последним. Согласно игровому продюсеру Techland Адряну Цишевски, в Dead Island будет использоваться стандартная версия Chrome Engine 4, без каких-либо особенных усовершенствований и доработок. Единственным отличием станет специально разработанная система повреждений лица. Суть данной системы состоит в том, что лицо персонажа моделируется «послойно», то есть сначала моделируются лицевые кости, которые затем «обтягиваются» лицевыми мышцами, а потом и кожей. Игрок в реальном времени может наносить увечья компьютерным соперникам, при этом деформация лица и черепной коробки будет происходить динамически, в режиме реального времени. В ноябре 2007 года разработчики выпустили ролик, наглядно демонстрирующий систему повреждения черепа.
Ещё одна особенность движка — система динамической смены суток — благодаря ей циклы дня и ночи изменяются динамически и вне зависимости от игровых скриптов. Также будет система погодных эффектов.
После официального анонса игры, стало известно, что в игре будет использоваться Chrome Engine 5.

## Разработка игры
Игра разрабатывалась с 2005 года, рабочее название игры — Island of the living dead. В конце 2006 название сменилось на Dead Island, был сменен движок, вместо Chrome Engine 2 стал Chrome Engine 3. 22 августа 2007 года был опубликован первый трейлер к игре, в котором был совершен пролёт по джунглям острова, а затем показывался краткий фрагмент борьбы с зомби. 14 ноября 2007 года появился новый ролик, техническая демонстрация особенностей в игре. В нём была рассмотрена технология многослойного разрушения человеческой головы.
27 ноября 2007 года игровой сайт Primotech взял интервью у одного из разработчиков игры Адряна Цишевски (пол. Adrian Ciszewski) в котором обсуждалась игра Dead Island.
22 марта 2008 года крупный игровой сайт IGN провел беседу с разработчиками игры, в которой было задано множество вопросов и были получены ответы.
2 июля 2009 года игровой сайт G4TV.com взял интервью у разработчиков игры. В интервью было заявлено, что разработка игры продолжается, и в список платформ добавилась PS3.
В конце 2009 года стало известно что движок снова изменён, игра в этот промежуток времени начала разрабатываться на Chrome Engine 4.
26 апреля 2010 года появились слухи о том, что издателем игры, возможно станет компания Deep Silver.
16 февраля 2011 года на сайте IGN был опубликован новый CG-трейлер игры, в котором не было показано игрового процесса. Вместе с тем, на IGN было размещено превью игры, в котором раскрывались ранее неизвестные факты относительно игрового процесса, сюжета, разработки.
17 февраля 2011 года состоялся официальный анонс игры. Разработчики выпустили показанный днем ранее трейлер игры в высоком качестве, а также раскрыли новую информацию относительно игры: особенности игрового процесса, игровой движок и предварительную дату выхода. Также был назван издатель игры — компания Deep Silver. Вместе с этим был запущен официальный сайт игры с несколькими скриншотами и обоями из игры, а также информацией про неё.
18 февраля 2011 года стало известно о том, что известный режиссёр в области киноиндустрии Шон Дэниэл проявил интерес относительно экранизации данного проекта и ведёт переговоры с издателем игры.
6 сентября 2011 года состоялся релиз игры.
22 ноября 2011 года вышло дополнение.

## Отзывы и критика
| Сводный рейтинг       | Сводный рейтинг                                                                                 |
| Агрегатор             | Оценка                                                                                          |
| --------------------- | ----------------------------------------------------------------------------------------------- |
| GameRankings          | ПК: 77,80 % X360: 72,84 % PS3: 71,78 % PS4: 61,71 %                                             |
| Metacritic            | PC: 80/100 PS3: 71/100 X360: 71/100 PC (Definitive Collection): 70/100 PS4: 63/100 XONE: 67/100 |
| Русскоязычные издания |                                                                                                 |
| Издание               | Оценка                                                                                          |
| Absolute Games        | 65/100                                                                                          |
| PlayGround.ru         | 8,7/10                                                                                          |

В целом критики и сами игроки благосклонно отнеслись к выходу Dead Island, однако не обошлось без замечаний. По оценкам сайта-агрегатора мнений Metacritic, игра получила 80 баллов из 100 возможных, а рейтинг Dead Island на портале GameRankings составляет 77,80 %. Среди наград Dead Island можно отметить приз за самые необычные акценты в компьютерной игре.
В рецензиях единодушно отмечается оригинальное место развития зомби-апокалипсиса — тропический остров. Игроку предстоит бороться за жизнь в условиях пляжного курорта, хотя не исключены и мрачные локации типа зараженных городских трущоб и медицинской лаборатории. В известных изданиях можно найти похвалу различным возможностям истребления зомби в игре, что особенно интересно при наличии целого спектра оружия ближнего боя — от весла до самодельной циркулярной пилы. Одной из наиболее привлекательных особенностей Dead Island рецензенты называют кооперативный режим.
Летом 2018 года, благодаря уязвимости в защите Steam Web API, стало известно, что точное количество пользователей сервиса Steam, которые играли в игру хотя бы один раз, составляет 4 182 465 человек, а в Dead Island Definitive Edition — 335 791 человек.